# IS-136
Спецификация TDMA/IS-136 была определена в 1998 году в США Ассоциацией телекоммуникационной промышленности (Telecommunications Industry Associations, TIA) с целью цифровизации широко распространённого в Америке аналогового стандарта AMPS (Advanced Mobile Phone Service).
Для обеспечения совместимости с AMPS в спецификации TDMA/IS-136 используется несущая полоса шириной в 30 кГц, в которой организовано три слота. В отличие от систем частотного разделения, все абоненты системы TDMA работают в одном и том же диапазоне частот, но при этом каждый имеет временные ограничения доступа. Каждому абоненту выделяется временной промежуток, в течение которого ему разрешается вещание. После того как один абонент завершает вещание, разрешение передается следующему и так далее.
Так же как и в GSM, в этом стандарте предусмотрены последовательные шаги по переходу к системе третьего поколения: GPRS, EDGE.
Для защиты данных в сотовой сети IS-136 использовался шифр Oryx.